# Tubificoides amplivasatus
Tubificoides amplivasatus är en ringmaskart som först beskrevs av Erséus 1975.  Tubificoides amplivasatus ingår i släktet Tubificoides och familjen glattmaskar. Arten är reproducerande i Sverige. Inga underarter finns listade i Catalogue of Life.